# 史実を世界に発信する会
史実を世界に発信する会（しじつをせかいにはっしんするかい）は、英語インターネット圏に蔓延している事実に対抗するため、史料に基づいた日本語文献をプロの翻訳家に英訳してもらいネット公開することを活動内容とする団体。英語名は「Society for Dissemination of Historical Fact」。なお、姉妹サイトとして「英訳日本の歴史館」がある。こちらは民間のボランティアによる簡単な英訳作業で賄っている。

## 活動の概要
日本語で書かれた文献を英訳したものをインターネット上にアップロードするのが主な活動内容。著述物の英訳に必要な代金は会の活動資金から捻出される。活動資金の一切は民間有志からの寄付によって賄われている。
当面は、
1. 「南京事件」に関わる問題
2. 朝鮮統治に関わる問題（「慰安婦」問題を含む）
3. 満州国に関わる問題
4. 日支事変の開戦経緯に関わる問題

に関する文献に重点を置いて英訳作業をしていくと告示している。

## 英訳した文献

### 書籍
- 『南京虐殺の徹底検証』（東中野修道）

THE NANKING MASSACRE：Fact Versus Fiction
- 『南京虐殺否定15の論拠』（田中正明）

What Really Happened in Nanking
- 『満州国は日本の植民地ではなかった』（黄文雄）

Manzhouguo: The True Story of a Short-lived, Ideal State in Manchuria
- 『総括：ユダヤ人を助けた日本人』（上杉千年）

Japan That Helped the Jewish Refugees

### 論文
- 「強制連行は作られた物語」（鄭大均）

The Fabrication of "Forced Conscription"
- 「支那事変（いわゆる日中戦争）の真実を求めて」（永江太郎）

An Inquiry into the Truth of Sino-Japanese Incident(or, the Sino-Japanese War)
- 「靖国神社問題について」（加瀬英明）

Concerning the Yasukuni Shrine Problem

## 会員
- 代表委員：加瀬英明
- 委員：茂木弘道（兼事務局長）、兵頭二十八、高道周吾、西大路達樹、藤田裕行、佐藤忠士、藤井厳喜、菊地正
- 監事：黒木悟